# Villalba (Italië)
Villalba is een gemeente in de Italiaanse provincie Caltanissetta (regio Sicilië) en telt 1852 inwoners (31-12-2004). De oppervlakte bedraagt 41,5 km², de bevolkingsdichtheid is 45 inwoners per km².

## Demografie
Villalba telt ongeveer 789 huishoudens. Het aantal inwoners daalde in de periode 1991-2001 met 11,0% volgens cijfers uit de tienjaarlijkse volkstellingen van ISTAT.
| Jaar | Inwoneraantal |
| ---- | ------------- |
| 1991 | 2152          |
| 2001 | 1916          |

## Geografie
De gemeente ligt op ongeveer 620 m boven zeeniveau.
Villalba grenst aan de volgende gemeenten: Cammarata (AG), Castellana Sicula (PA), Marianopoli, Mussomeli, Petralia Sottana (PA), Polizzi Generosa (PA), Vallelunga Pratameno.